# Japan Soccer League Cup 1990
La Japan Soccer League Cup 1990 è stata la quindicesima edizione del torneo calcistico organizzato dalla Japan Soccer League, massimo livello del campionato giapponese di calcio.

## Risultati

### Primo turno
Le gare del primo turno preliminare si sono disputate il 19 agosto 1990.
| Squadra 1           | Risultato            | Squadra 2         |
| ------------------- | -------------------- | ----------------- |
| Toyota Motors       | 2 - 0                | Kawasaki Steel    |
| Toho Titanium       | 0 - 3                | NKK               |
| Kyoto Shiko         | 2 - 2 3 - 4 (d.c.r.) | Mazda             |
| Nippon Steel        | 0 - 4                | ANA               |
| Matsushita Electric | 1 - 2                | Fujitsu           |
| Sumitomo Metals     | 1 - 1 3 - 2          | Hitachi           |
| Cosmo Oil           | 2 - 0                | Otsuka Pharma     |
| Honda Motor         | 2 - 1                | Yomiuri Junior    |
| NTT Kanto           | 2 - 0                | Osaka Gas         |
| Yanmar Diesel       | 1 - 0                | Mitsubishi Motors |
| Furukawa Electric   | 4 - 1                | Kofu Club         |
| Toshiba             | 3 - 0                | Tanabe Pharma     |

### Secondo turno
Le gare del secondo turno preliminare si sono svolte il 25 agosto: videro in lizza le dodici squadre qualificate al turno precedente (7 provenienti dal primo raggruppamento, 5 dal secondo) più Nissan Motors e Yamaha Motors qualificate automaticamente in quanto finaliste dell'edizione precedente.
| Squadra 1       | Risultato            | Squadra 2         |
| --------------- | -------------------- | ----------------- |
| Nissan Motors   | 3 - 0                | Toyota Motors     |
| NKK             | 0 - 3                | Mazda             |
| ANA             | 1 - 1 4 - 2          | Fujitsu           |
| Sumitomo Metals | 0 - 4                | Yomiuri           |
| Fujita          | 1 - 3                | Cosmo Oil         |
| Honda Motor     | 2 - 0                | NTT Kanto         |
| Yanmar Diesel   | 1 - 1 1 - 4 (d.c.r.) | Furukawa Electric |
| Toshiba         | 0 - 1                | Yamaha Motors     |

### Quarti di finale
Gli incontri validi per i quarti di finale del torneo si sono svolti il 26 agosto: tutte le squadre che vi partecipano giocano nel primo raggruppamento, salvo il Cosmo Oil
| Squadra 1         | Risultato            | Squadra 2     |
| ----------------- | -------------------- | ------------- |
| Nissan Motors     | 1 - 0                | Mazda         |
| ANA               | 1 - 0                | Yomiuri       |
| Cosmo Oil         | 0 - 1                | Honda Motor   |
| Furukawa Electric | 1 - 1 5 - 4 (d.c.r.) | Yamaha Motors |

### Semifinali
Gli incontri di semifinale del torneo si sono svolti il 31 agosto.
| Squadra 1     | Risultato            | Squadra 2         |
| ------------- | -------------------- | ----------------- |
| Honda Motor   | 2 - 2 3 - 4 (d.c.r.) | Furukawa Electric |
| Nissan Motors | 1 - 0                | ANA               |

### Finale
Dopo la pausa dell'edizione precedente, la sede dell'incontro di finale del torneo fu riportata al Mizuho Rugby Stadium di Nagoya. La gara, svoltasi il 2 settembre 1990, vide la terza partecipazione consecutiva da parte del Nissan Motors, detentore del torneo. Per il Furukawa Electric, fu invece la quinta finale disputata.
| Nagoya 2 settembre 1990, ore 14:00 UTC+9                                     | Nissan Motors | 3 – 1     | Furukawa Electric | Mizuho Rugby Stadium |
| \| \| \| \| \| Renato 22’ 27’ (aut.) Kimura 44’ \| Marcatori \| 35’ Kanno \| |               |           |                   |                      |
|                                                                              |               |           |                   |                      |
| Renato 22’ 27’ (aut.) Kimura 44’                                             | Marcatori     | 35’ Kanno |                   |                      |